# Saint-Just-Saint-Rambert
Saint-Just-Saint-Rambert település Franciaországban, Loire megyében. Lakosainak száma 15 579 fő (2022. január 1.). Saint-Just-Saint-Rambert Andrézieux-Bouthéon, Bonson, Chambles, La Fouillouse, Saint-Étienne, Saint-Genest-Lerpt és Saint-Marcellin-en-Forez községekkel határos.

## Népesség
A település népessége az elmúlt években az alábbi módon változott:
| Lakosok száma | 14 356 | 14 935 | 15 518 | 15 083 | 15 034 | 15 229 | 15 239 | 15 419 | 15 579 |
|               | 2013   | 2015   | 2016   | 2017   | 2018   | 2019   | 2020   | 2021   | 2022   |